# Marta Camargo de Assis
Marta Camargo de Assis (1960) es una botánica brasileña, investigadora de EMBRAPA, trabajando intensamente en Alstroemeriaceae neotropicales.

## Algunas publicaciones
- 2006. A new species of Alstroemeria (Alstroemeriaceae) from Pará, Brazil. Brittonia, New York
- 2005. Alstroemeriaceae. En: Wanderley, m.g.; Shepherd, g.j.; Melhem, t.s.; Giulietti, a. m. (Org.). Flora Fanerogâmica do Estado de São Paulo. 1ª ed. São Paulo, v. 4, p. 238-244
- Sanso, a. m.; m.c. Assis, c.c. Xifreda. 2005. Alstroemeria a charming genus. Acta Horticulturae 686 : 63-77
- 2004. New Species of Alstroemeria (Alstroemeriaceae) from the Brazilian Savannas. Novon 14 : 17-19
- -----; renato de Mello-Silva. 2004. Typifications and a New Name in Alstroemeria L. (Alstroemeriaceae). Taxon 53 ( 1 ): 182-184
- 2003. Duas Novas espécies de Alstroemeria L. (Alstroemeriaceae) para o Brasil. Acta botanica brasilica 17 (2): 179-182
- 2002. Novas espécies de Alstroemeria L. (Alstroemeriaceae) de Minas Gerais, Brasil. Revista Brasileira de Botânica 25(2): 177-182
- -----; ana maria Giulietti. 1999. Diferenciação morfológica e anatômica em populações de "ipecacuanha" - Psychotria ipecacuanha (Brot.) Stokes (Rubiaceae). Rev. bras. Bot. 22 ( 2 )

### Libros
- 2004. Flora dos Estados de Goiás e Tocantins, Coleção Rizzo: Alstroemeriaceae. 1ª ed. Goiânia: PRPPG/UFG, 2007. 49 pp.
- 2001. Alstroemeria L. (Alstroemiaceae) do Brasil. 165 pp.

- La abreviatura «M.C.Assis» se emplea para indicar a Marta Camargo de Assis como autoridad en la descripción y clasificación científica de los vegetales.[1]

- Datos: Q6001887
- Especies: Marta Camargo de Assis

1. ↑  Todos los géneros y especies descritos por este autor en IPNI.